# جيم جونسون (مدرب كرة سلة، مواليد 1912)
جيم جونسون (بالإنجليزية: Jim Johnson)‏ هو مدرب كرة سلة أمريكي، ولد في 10 سبتمبر 1912 في كاري في الولايات المتحدة، وتوفي في 27 نوفمبر 2004 في فرجينيا بيتش في الولايات المتحدة.